# Europees kampioenschap rolstoelbasketbal
Het Europees kampioenschap rolstoelbasketbal (Engels: IWBF Europe Championship), is een tweejaarlijks toernooi tussen de nationale mannen- en vrouwenteams die bij de IWBF zijn aangesloten. De eerste officiële editie van het Europees kampioenschap voor mannen werd in 1970 gehouden in de Belgische stad Brugge. Bij de vrouwen werd de eerste editie van het kampioenschap in 1974 georganiseerd in de Franse plaats Kerpape (Ploemeur). 
Het Europees kampioenschap is ook een kwalificatietoernooi voor het Wereldkampioenschap en de Paralympische Zomerspelen.
De regerend kampioenen zijn het Verenigd Koninkrijk bij de mannen en Nederland bij de vrouwen. 

## Mannen
| Jaar              | Plaats                | Finale              | Finale | Finale              | Wesdstrijd om de derde plaats | Wesdstrijd om de derde plaats | Wesdstrijd om de derde plaats |
| Jaar              | Plaats                | Goud                | Score  | Zilver              | Brons                         | Score                         | Vierde plaats                 |
| ----------------- | --------------------- | ------------------- | ------ | ------------------- | ----------------------------- | ----------------------------- | ----------------------------- |
| 1970 Details      | Brugge                | België              | –      | Frankrijk           | Verenigd Koninkrijk           | –                             |                               |
| 1971 Details      | Kerpape               | Verenigd Koninkrijk | –      | Frankrijk           | Nederland                     | –                             |                               |
| 1974 Details      | Kerpape               | Verenigd Koninkrijk | 45–40  | Nederland           | Frankrijk                     | –                             |                               |
| 1977 Details      | Raalte                | Israël              | –      | Nederland           | Frankrijk                     | –                             |                               |
| 1978 Details      | Kerpape               | Israël              | –      | Frankrijk           | Nederland                     | –                             |                               |
| 1981 Details      | Genève                | Israël              | 74–68  | Frankrijk           | Nederland                     | –                             |                               |
| 1982 Details      | Falun                 | Frankrijk           | 63–58  | Israël              | Zweden                        | –                             |                               |
| 1987 Details      | Lorient               | Frankrijk           | 63–50  | Nederland           | België                        | –                             |                               |
| 1989 Details      | Charleville-Mézières  | Frankrijk           | –      | Nederland           | Duitsland                     | –                             |                               |
| 1991 Details      | Ferrol                | Frankrijk           | 57–50  | Nederland           | Verenigd Koninkrijk           | 85–59                         | Israël                        |
| 1993 Details      | Berlijn               | Nederland           | 57–52  | Verenigd Koninkrijk | Frankrijk                     | 61–42                         | Duitsland                     |
| 1995 Details      | Parijs                | Verenigd Koninkrijk | 55–54  | Spanje              | Nederland                     | 64–45                         | Frankrijk                     |
| 1997 Details      | Madrid                | Frankrijk           | 46–44  | Verenigd Koninkrijk | Finland                       | 59–53                         | Spanje                        |
| 1999 Details      | Roermond              | Frankrijk           | 57–40  | Duitsland           | Nederland                     | 53–49                         | Verenigd Koninkrijk           |
| 2001-2002 Details | Amsterdam             | Frankrijk           | 67–56  | Nederland           | Duitsland                     | 70–67                         | Verenigd Koninkrijk           |
| 2003 Details      | Sassari, Porto Torres | Italië              | 60–47  | Nederland           | Verenigd Koninkrijk           | 74–64                         | Frankrijk                     |
| 2005 Details      | Parijs                | Italië              | 56–54  | Verenigd Koninkrijk | Zweden                        | 54–52                         | Israël                        |
| 2007 Details      | Wetzlar               | Zweden              | 76–66  | Verenigd Koninkrijk | Duitsland                     | 69–56                         | Israël                        |
| 2009 Details      | Adana                 | Italië              | 64–52  | Turkije             | Verenigd Koninkrijk           | 73–65                         | Polen                         |
| 2011 Details      | Nazareth              | Verenigd Koninkrijk | 76-65  | Duitsland           | Spanje                        | 71–65                         | Polen                         |
| 2013 Details      | Frankfurt             | Verenigd Koninkrijk | 59-57  | Turkije             | Spanje                        | 65–56                         | Zweden                        |
| 2015 Details      | Worcester             | Verenigd Koninkrijk | 87-66  | Turkije             | Duitsland                     | 74-56                         | Nederland                     |
| 2017 Details      | Tenerife              | Turkije             | 76-69  | Verenigd Koninkrijk | Duitsland                     | 61-56                         | Nederland                     |
| 2019 Details      | Wałbrzych             | Verenigd Koninkrijk | 77-52  | Spanje              | Turkije                       | 76-65                         | Duitsland                     |
| 2021 Details      | Madrid                | Nederland           | 20-0   | Verenigd Koninkrijk | Duitsland                     | 0-0                           | Italië                        |
| 2023 Details      | Rotterdam             | Verenigd Koninkrijk | 74-53  | Spanje              | Nederland                     | 58-51                         | Duitsland                     |
| 2025 Details      | Sarajevo              |                     |        |                     |                               |                               |                               |

### Medaillespiegel
Bijgewerkt t/m 2023
| Plaats | Land                | Goud | Zilver | Brons | Totaal |
| 1      | Verenigd Koninkrijk | 8    | 6      | 4     | 18     |
| 2      | Frankrijk           | 7    | 4      | 3     | 14     |
| 3      | Israël              | 3    | 1      | 0     | 4      |
| 4      | Italië              | 3    | 0      | 0     | 3      |
| 5      | Nederland           | 2    | 7      | 6     | 15     |
| 6      | Turkije             | 1    | 3      | 1     | 5      |
| 7      | Zweden              | 1    | 0      | 2     | 3      |
| 8      | België              | 1    | 0      | 1     | 2      |
| 9      | Duitsland           | 0    | 2      | 6     | 8      |
| 10     | Spanje              | 0    | 3      | 2     | 5      |
| 11     | Finland             | 0    | 0      | 1     | 1      |
| Totaal | Totaal              | 26   | 26     | 26    | 78     |

## Vrouwen
| Jaar         | Plaats               | Finale    | Finale | Finale              | Wesdstrijd om de derde plaats | Wesdstrijd om de derde plaats | Wesdstrijd om de derde plaats |
| Jaar         | Plaats               | Goud      | Score  | Zilver              | Brons                         | Score                         | Vierde plaats                 |
| ------------ | -------------------- | --------- | ------ | ------------------- | ----------------------------- | ----------------------------- | ----------------------------- |
| 1974 Details | Kerpape              | Duitsland | 35–20  | Frankrijk           | Joegoslavië                   | –                             |                               |
| 1987 Details | Lorient              | Duitsland | –      | Israël              | Nederland                     | –                             |                               |
| 1989 Details | Charleville-Mézières | Nederland | 40–37  | Duitsland           | Israël                        | –                             |                               |
| 1991 Details | Ferrol               | Duitsland | 49–48  | Nederland           | Frankrijk                     | –                             |                               |
| 1993 Details | Berlijn              | Nederland | 53–38  | Duitsland           | Frankrijk                     | 38–32                         | Israël                        |
| 1995 Details | Delden               | Nederland | 43–37  | Duitsland           | Verenigd Koninkrijk           | 32–33                         | Israël                        |
| 1997 Details | Madrid               | Nederland | 36–32  | Duitsland           | Verenigd Koninkrijk           | 48–12                         | Israël                        |
| 1999 Details | Roermond             | Duitsland | 40–37  | Nederland           | Verenigd Koninkrijk           | 49–28                         | Rusland                       |
| 2003 Details | Hamburg              | Duitsland | 65–58  | Nederland           | Verenigd Koninkrijk           | 48–32                         | Frankrijk                     |
| 2005 Details | Villeneuve d'Ascq    | Duitsland | 66–39  | Nederland           | Frankrijk                     | 41–32                         | Verenigd Koninkrijk           |
| 2007 Details | Wetzlar              | Duitsland | 61–35  | Nederland           | Verenigd Koninkrijk           | 56–29                         | Spanje                        |
| 2009 Details | Stoke Mandeville     | Duitsland | 82–45  | Nederland           | Verenigd Koninkrijk           | 53–41                         | Frankrijk                     |
| 2011 Details | Nazareth             | Duitsland | 48–42  | Nederland           | Verenigd Koninkrijk           | 60–47                         | Frankrijk                     |
| 2013 Details | Frankfurt            | Nederland | 57–56  | Duitsland           | Verenigd Koninkrijk           | 60–39                         | Frankrijk                     |
| 2015 Details | Worcester            | Duitsland | 72-62  | Nederland           | Verenigd Koninkrijk           | 69-39                         | Frankrijk                     |
| 2017 Details | Tenerife             | Nederland | 56-46  | Duitsland           | Verenigd Koninkrijk           | 68-37                         | Frankrijk                     |
| 2019 Details | Rotterdam            | Nederland | 65-52  | Verenigd Koninkrijk | Duitsland                     | 53-38                         | Spanje                        |
| 2021 Details | Madrid               | Nederland | 20-0   | Verenigd Koninkrijk | Spanje                        | 58-40                         | Duitsland                     |
| 2023 Details | Rotterdam            | Nederland | 58-36  | Verenigd Koninkrijk | Spanje                        | 49-48                         | Duitsland                     |
| 2025 Details | Sarajevo             |           |        |                     |                               |                               |                               |

### Medaillespiegel
Bijgewerkt t/m 2023
| Plaats | Land                | Goud | Zilver | Brons | Totaal |
| 1      | Duitsland           | 10   | 6      | 1     | 17     |
| 2      | Nederland           | 9    | 8      | 1     | 18     |
| 3      | Verenigd Koninkrijk | 0    | 3      | 10    | 13     |
| 4      | Frankrijk           | 0    | 1      | 3     | 4      |
| 5      | Israël              | 0    | 1      | 1     | 2      |
| 6      | Spanje              | 0    | 0      | 2     | 2      |
| 6      | Joegoslavië         | 0    | 0      | 1     | 1      |
| Totaal | Totaal              | 19   | 19     | 19    | 57     |